# Bojevți, Sliven
Bojevți (în bulgară Божевци) este un sat în comuna Sliven, regiunea Sliven,  Bulgaria. 

## Demografie
Componența etnică a satului Bojevți
     Bulgari (87,91%)
     Turci (9,16%)
     Nicio identificare (2,91%)
     Altele (0%)
La recensământul din 2011, populația satului Bojevți era de 240 locuitori. Din punct de vedere etnic, majoritatea locuitorilor (87,91%) erau bulgari, cu o minoritate de turci (9,16%). Pentru 2,91% din locuitori nu este cunoscută apartenența etnică.